# Соловецкий камень (Архангельск)
Соловецкий камень в Архангельске — памятник жертвам советских политических репрессий, расположенный в парке на пересечении улицы Гагарина и проспекта Обводный канал. Это первый привезённый из бывшего Соловецкого лагеря камень, установленный в качестве мемориала в российском городе.

## Описание
Памятник «Соловецкий камень» представляет собой валун из красного гранита высотой полтора метра и шириной один метр. Он установлен на невысоком прямоугольном бетонном основании, помещённом в торцевой части вымощенной плиткой и огороженной высоким бордюром прямоугольной площадке размером четыре квадратных метра. На передней стороне камня по центру размещена металлическая табличка с надписью: «ЖЕРТВАМ / ПОЛИТИЧЕСКИХ / РЕПРЕССИЙ». Слева к ней примыкает бронзовый барельеф, на котором изображён упавший на одно колено полуобнажённый мужчина со склонённой головой и связанными за спиной руками.

## История создания
В января 1989 года на фоне Перестройки в СССР в Москве была проведена учредительная конференция общества «Мемориал», основной целью которого было заявлено изучение и увековечивание памяти о жертвах советских репрессий. 9 апреля 1989 года в Архангельске в «Марфином доме» состоялось учредительное собрание общества «Совесть», которое преследовало аналогичные задачи. Тогда же было принято решение зарегистрировать его как региональное отделение «Мемориала». Руководителями «Совести» были избраны историки Михаил Буторин, Юрий Лукин и Евгений Овсянкин. Одной из главных целей общества предполагалось воздвижение «грандиозного» мемориала жертвам советского режима.
Впервые «Соловецкий камень» в качестве памятного знака жертвам политических репрессий был установлен в 1989 году в посёлке Соловецкий, расположенном на западном побережье Большого Соловецкого острова. Он был заложен бывшими заключёнными Соловецкого лагеря, представителями общества «Мемориала» и священником-историком Георгием Чистяковым. Летом 1990 года во время проведения первого «Соловецкого форума» на пути по возвращению с экскурсии с Секирной горы, где в Вознесенском скиту располагался «штрафной изолятор» и близ которой происходили расстрелы заключённых, ряд членов «Мемориала», среди которых были Лев Пономарёва и Юрий Лукина, высказали идею о том, что именно камень-валун из этих мест может стать лучшим памятником жертвам советских политических репрессий. При этом важной составляющей такого мемориала была отмечена его внеконфессиональность, которая помогала объединить память о самых разных людях, убитых на этом месте, вне зависимости от их отношения к религии. Простота формы «Соловецкого камня» также позволяла оставить открытыми многие важные вопросы о памяти, на которые в то время ещё не было ответов.
В 1990 году общество «Совесть» решило установить памятник жертвам политических репрессий в Архангельске. Учитывая, что для гражданской организации финансовые затраты на постройку предполагаемого большого монумента были непосильны, её председатель Михаил Буторин предложил в качестве центрального элемента места памяти поставить камень, привезённый с Соловецких островов, где ранее располагался Соловецкий лагерь, считающийся символом ГУЛАГа и советского государственного террора в целом. Эта идея также понравилась московскому «Мемориалу», её поддержали Сергей Кривенко и Лев Пономарёв, которые попросили архангелогородских коллег привезти им такой же валун для столичного памятника. В результате в июне 1990 года Михаил Буторин вместе с главным архитектором города Геннадием Лященко отправились на Соловецкие острова для поиска двух гранитных валунов. В августе на грузовом теплоходе «Сосновец» оба выбранных камня доставили в Архангельск. Первый валун был установлен в сквере на пересечении улицы Гагарина и проспекта Обводный канал. Второй камень в сентябре отправили в Москву. Таким образом, памятник в Архангельске стал первым Соловецким камнем, установленным в российском городе.
Изначально выбранное место установки валуна рассматривалось как временное. Постоянной локацией предлагалось сделать площадку у Дворца культуры строителей (пр. Приорова, 2), рядом с которым в 1989 году при земельных работах были найдены останки 127 человек с пулевыми отверстиями в черепах. На момент убийства жертвам было от 14 до 70 лет. Эти люди были расстреляны большевиками в 1920—1921 годах. В 1992 году их останки были перезахоронены на Вологодском кладбище, к которому примыкает сквер на улице Гагарина. В то же время после двух лет согласований Соловецкий камень в итоге решено было оставить на первоначальном месте. Его торжественно открыли в День политзаключённого 30 октября 1992 года. Автором проекта памятника выступил художник Геннадий Семаков, который сам был ребёнком репрессированных родителей.
Ежегодно у Соловецкого камня в День памяти жертв политических репрессий проходят траурные мероприятия. А сам памятник стал символом этих трагических событий.
Помимо этого, у Соловецкого камня проводятся иные акции, например, памяти Бориса Немцова, экологические протесты. Нередко эти акции не получают «согласования» администрации.